# Mike German
Michael James German, baron German, (né le 8 mai 1945) est un homme politique britannique, siégeant actuellement en tant que membre de la Chambre des lords et anciennement membre de l'Assemblée nationale du Pays de Galles pour la région sud-est du Pays de Galles. Il est chef des libéraux démocrates gallois de 2007 à 2008. En 1996, il est officier de l'Ordre de l'Empire britannique (OBE) pour son service public et politique.

## Biographie
Il fait ses études à l'Open University et au St Mary's College. Au début de sa vie, il est membre du 28e Cardiff Sea Scout Group.
Il suit une formation et travaille comme professeur de musique avant de devenir chef de l'unité européenne au comité mixte de l'éducation gallois. Il est également directeur d'école.
Sa carrière politique s'étend sur plus de trois décennies. Il est élu conseiller au conseil municipal de Cardiff (quartier Cathays) en 1983, avec son épouse, Georgette German (Plasnewydd). Il est chef des libéraux démocrates gallois au conseil municipal de 1983 à 1996 et co-chef du conseil de 1987 à 1991; il est élu à l'Assemblée nationale du Pays de Galles en 1999 et réélu en 2003 et 2007.
Dans les honneurs du Nouvel An de 1996, il est nommé Officier de l'Ordre de l'Empire britannique.
Il se présente à Cardiff North en octobre 1974 et 1979 pour les libéraux, avant de se présenter à Cardiff Central en 1983 et 1987 pour le SDP-Alliance libérale, mais échoue à chaque fois.
Sous une coalition travailliste-libérale démocrate, il devient vice-premier ministre en 2000-2001 (et secrétaire au développement économique) et de nouveau en 2002-2003 (et ministre des Affaires rurales et du Pays de Galles à l'étranger). Il démissionne de son poste de vice-premier ministre entre les deux dates pour répondre aux allégations formulées au sujet de son rôle au comité d'examen gallois, le WJEC. Pendant cette période, il est temporairement remplacé par Jenny Randerson en tant que vice-premier ministre par intérim.
En novembre 2007, Mike German devient le chef des libéraux démocrates gallois, après que Lembit Opik se soit retiré pour s'assurer que la direction du parti est à l'Assemblée nationale et non à Westminster. Il est remplacé en 2008 par Kirsty Williams.
Il s'intéresse au développement des compétences dans les petites et grandes entreprises du Pays de Galles, aux affaires constitutionnelles, au gouvernement local, à l'économie et à la régénération.
En mai 2010, German est nommé à la Chambre des lords en tant que «pair du travail» dans la liste des distinctions honorifiques de dissolution. Il est remplacé à l'Assemblée en juin 2010 par sa femme, Veronica, une conseillère de Torfaen, car elle est la candidate suivante sur la liste régionale du parti en 2007. German prend son siège en tant que baron German, de Llanfrechfa dans le comté de Torfaen.